# Belle Air
Belle Air — колишня приватна low-cost авіакомпанія, заснована в 2005 році, головний офіс був розташований в Тирані, Албанія. Belle Air здійснювала регулярні рейси в Італію, Німеччину, Швейцарію, Велику Британію, Грецію, Бельгію і Косово з Тиранського міжнародного аеропорту імені матері Терези. Крім того, компанія обслуговувала кілька чартерних напрямків в Єгипет і Туреччину.
Belle Air припинила свою діяльність 24 листопада 2013 через економічні труднощі.

## Маршрути

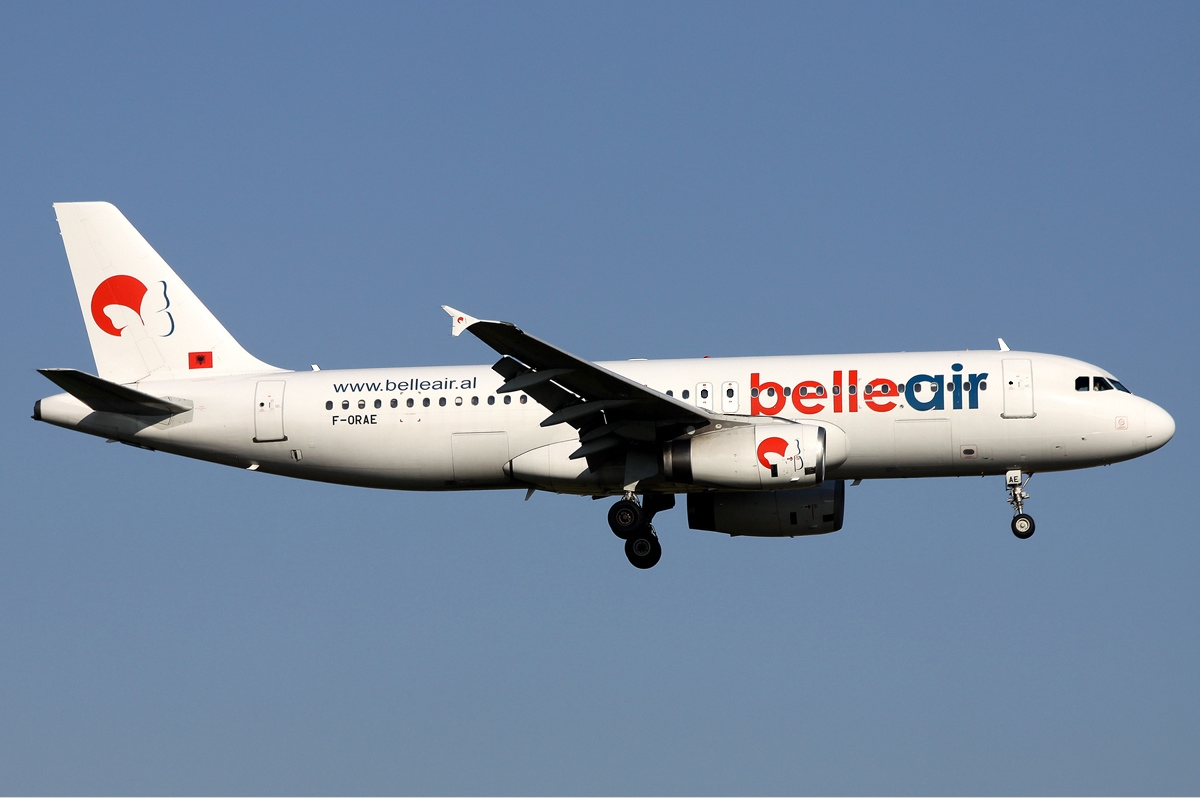
Belle Air Airbus A320-200

До 2013:
- Тирана — Міжнародний аеропорт Тирани
- Брюссельський столичний регіон — Брюссельський аеропорт
- Шарм-еш-Шейх — Міжнародний аеропорт Шарм-ель-Шейх
- Пальма
- Афіни — Міжнародний аеропорт «Елефтеріос Венізелос»
- Іракліон — Міжнародний аеропорт «Іракліон» імені Нікоса Казандзакіса
- Родос — Міжнародний аеропорт Родос «Діагорас»
- Анкона
- Барі
- Бергамо — Аеропорт Оріо-аль-Серіо
- Болонья
- Кунео
- Флоренція — Аеропорт Флоренції
- Генуя — Міжнародний аеропорт імені Христофора Колумба
- Мілан — Аеропорт Мілан Мальпенса
- Парма
- Перуджа

- Пескара
- Піза
- Ріміні
- Рим — Міжнародний аеропорт імені Леонардо да Вінчі
- Трієст
- Венеція
- Верона
- Приштина — Міжнародний аеропорт Приштини
- Анталья — Міжнародний аеропорт Анталія
- London

## Флот
До 2013:
| Літак           | active | Пасажири |
| --------------- | ------ | -------- |
| Airbus A319-100 | 3      | 144      |
| Airbus A320-200 | 2      | 180      |
| ATR 72-500      | 2      | 68       |
| Разом           | 7      |          |